# Альма (Вікторія)
Альма — населений пункт у штаті Вікторія, Австралія, уздовж дороги Меріборо — Сент-Арно, на захід від Меріборо. За переписом 2006 року в Альмі та околицях проживало 692 особи.
Альма виникла як золотодобувне поселення і була названа на честь битви при Альмі під час Кримської війни. Вона була обстежена в 1860 році, пошта відкрилася 1 липня 1861 року (закрито 1969 р.), а проголошене 1891 р. Пікова кількість населення становила 2 109 осіб.